# Amineptine
L'amineptine  est une molécule utilisée en pharmacie comme antidépresseur tricyclique.
Noms commerciaux : Survector, Maneon, Directim, Neolior, Provector, Viaspera.
Le Survector, introduit par la firme Servier en 1978, a été retiré du marché français à partir de janvier 1999 pour raisons de pharmacovigilance (cas d'hépatotoxicité et cas de pharmacodépendance).
L'amineptine a une demi-vie courte.